# Brawn GP
Brawn GP var ett brittiskt formel 1-stall som endast tävlade under säsongen 2009. Stallet överraskade samtliga inom sporten genom att vara överlägset under säsongens inledning och sedan förvalta ledningen så att det lyckades vinna såväl förar- som konstruktörsvärldsmästerskapet.
När Honda drog sig ur formel 1 efter 2008 års säsong, tog stallchefen Ross Brawn över den bil som Honda hade utvecklat inför 2009 och gav det nya stallet sitt eget namn. Genom att kombinera det Honda-utvecklade chassit med motorer från Mercedes lyckades man få till en bil som passade utmärkt för den nya säsongens regler. Efter säsongens slut sålde Brawn aktiemajoriteten i stallet till Mercedes, som inför säsongen 2010 därmed skapade ett eget fabriksstall, Mercedes Grand Prix. Brawn stannar kvar som delägare och stallchef.

## Historik
Den 5 december 2008 meddelade Honda att stallet drog sig tillbaka från formel 1 på grund av det ekonomiska läget i världen. Stallet blev till salu och det ryktades om flera potentiella köpare, bland andra Richard Branson och Carlos Slim Helú. 
Det såg dock länge ut som det inte skulle bli någon affär, men den 6 mars 2009 köpte den tidigare stallchefen Ross Brawn stallet för 1 brittiskt pund och döpte om det till Brawn GP. 
Stallet tävlade med motorer från Mercedes och med de tidigare Hondaförarna Jenson Button och Rubens Barrichello. Button blev individuell världsmästare och tillsammans med Barrichello säkrade han också stallets seger i konstruktörs-VM.
Brawn tog en historisk dubbelseger i debuten i Australien 2009. Stallet tog ännu en dubbelseger i Spanien 2009.

## F1-säsonger
| Säsong | Tävlingsnamn              | Bil           | Motor            | Däck | Poäng | VM-plac. | Förare 1      | Förare 2           |
| ------ | ------------------------- | ------------- | ---------------- | ---- | ----- | -------- | ------------- | ------------------ |
| 2009   | Brawn GP Formula One Team | Brawn BGP 001 | Mercedes FO 108W | B    | 172   | 1:a      | Jenson Button | Rubens Barrichello |

| 1. Australien 2009 2. Malaysia 2009 3. Bahrain 2009 4. Spanien 2009 5. Monaco 2009 6. Turkiet 2009 7. Europa 2009 8. Italien 2009 |

| 1. Australien 2009 2. Malaysia 2009 3. Spanien 2009 4. Monaco 2009 5. Brasilien 2009 |

| 1. Malaysia 2009 2. Kina 2009 3. Spanien 2009 4. Turkiet 2009 |